# Macarostola hieranthes
Macarostola hieranthes är en fjärilsart som först beskrevs av Edward Meyrick 1907.  Macarostola hieranthes ingår i släktet Macarostola och familjen styltmalar.
Artens utbredningsområde är Sri Lanka. Inga underarter finns listade i Catalogue of Life.